# Luther Ingram
Luther Thomas Ingram, född 30 november 1937 i Jackson, Tennessee, död 19 mars 2007 i Belleville, Illinois, var en amerikansk R&B- och soulsångare. Ingrams största framgång som artist var "(If Loving You Is Wrong) I Don't Want to Be Right".

## Diskografi

### Studioalbum
- I've Been Here All The Time (1972)
- (If Loving You Is Wrong) I Don't Want To Be Right (1972)
- Let's Steal Away To The Hideaway (1976)
- Do You Love Somebody (1977)
- Luther Ingram (1986)